# Козлово (городской округ Шаховская)
Козлово — деревня в городском округе Шаховская Московской области.

## Население
| 1859 | 1926 | 2002 | 2006 | 2010 |
| ---- | ---- | ---- | ---- | ---- |
| 165  | ↗191 | ↘18  | ↘6   | ↗7   |

## География
Деревня расположена в восточной части округа, у границы с Волоколамским, примерно в 15 км к юго-востоку от райцентра Шаховская, на левом берегу реки Рузы, высота центра над уровнем моря 202 м. Ближайшие населённые пункты — Красная Гора, Волоколамского района, на востоке и Неданово на юго-западе.
В деревне 6 улиц: Красная, Левобережная, 2-я Левобережная, Садовая, Майская и Центральная.
Имеется остановка 46-го автобуса, следующего до Шаховской.

## Исторические сведения
В 1769 году Козлова — деревня Рахова стана Волоколамского уезда Московской губернии, владение вдовы надворного советника Анны Григорьевны Грязновой. В деревне 15 душ.
В середине XIX века деревня Козлово относилась к 1-му стану Волоколамского уезда и принадлежала князю Александру Петровичу Шаховскому. В деревне был 21 двор, крестьян 84 души мужского пола и 92 души женского.
В «Списке населённых мест» 1862 года — владельческая деревня 1-го стана Волоколамского уезда Московской губернии по правую сторону Московского тракта, шедшего от границы Зубцовского уезда на город Волоколамск, в 21 версте от уездного города, при реке Рузе, с 22 дворами и 165 жителями (83 мужчины, 82 женщины).
По данным на 1890 год входила в состав Бухоловской волости Волоколамского уезда, число душ мужского пола составляло 80 человек.
В 1913 году — 34 двора.
По материалам Всесоюзной переписи населения 1926 года — центр Козловского сельсовета, проживал 191 человек (73 мужчины, 118 женщин), насчитывалось 36 крестьянских хозяйств.
С 1929 года — населённый пункт в составе Шаховского района Московской области.
1994—2006 гг. — деревня Бухоловского сельского округа Шаховского района.
2006—2015 гг. — деревня сельского поселения Степаньковское Шаховского района.
2015 г. — н. в. — деревня городского округа Шаховская Московской области.